# Rudolf Seeliger
Rudolf Seeliger (Munique, 12 de novembro de 1886 — Greifswald, 20 de janeiro de 1965) foi um físico alemão.
Especialista em descargas elétricas em gases e plasma.
Seeliger estudou de 1906 a 1909 na Universidade de Tübingen e na Universidade de Heidelberg. Foi então aluno de Arnold Sommerfeld na Universidade de Munique, onde obteve o doutorado em 1909. O tópico de sua tese, a física das correntes elétricas em gases, foi o tema de sua linha de pesquisas posteriores.  Conduziu a seguir pesquisas de pós-graduação, sobre o mesmo tema, na Physikalisch-Technische Bundesanstalt (PTR) em Berlim. Em 1915 foi Privatdozent na Universidade Humboldt de Berlim. Em 1918 foi chamado por Johannes Stark, diretor do Instituto de Física da Universidade de Greifswald, para ser professor extraordinário. Em 1921 foi então professor ordinário de física teórica na universidade.

## Livros
- Rudolf Seeliger Einführung in die Physik der Gasentladungen (Barth, 1927)
- Rudolf Seeliger and Geog Mierdel Allgemeine Eigenschaften der selbständigen Entladungen, die Bogenentladung (Akademische Verlagsgesellschaft m. b. h., 1929)
- Rudolf Seeliger Angewandte Atomphysik; eine Einführung in die theoretischen Grundlagen (Springer, 1938 and 1944)
- Rudolf Seeliger Die Grundbeziehungen der neuen Physik (Barth, 1948)
- Carl Ernst Heinrich Grimsehl, Walter Schallreuter, and Rudolf Seeliger Lehrbuch der Physik. Bd. 1. Mechanik, Wärmelehre, Akustik (Teubner, 1951, 1954, 1955, 1957, 1962, and 1971)
- Carl Ernst Heinrich Grimsehl, Walter Schallreuter, and Rudolf Seeliger Lehrbuch der Physik. Bd. 2. Elektromagnetisches Feld  (Teubner, 1951, 1954, 1959, 1961, 1963, and 1967)
- Carl Ernst Heinrich Grimsehl, Walter Schallreuter, and Rudolf Seeliger Lehrbuch der Physik. Bd. 3. Optik (Teubner, 1952, 1955, 1962, and 1969)
- Carl Ernst Heinrich Grimsehl, Walter Schallreuter, and Rudolf Seeliger Lehrbuch der Physik. Bd. 4. Struktur der Materie (Teubner, 1959 and 1968)